# Национальный центр зерна имени П. П. Лукьяненко
Федеральное государственное бюджетное научное учреждение «Национальный центр зерна имени П. П. Лукьяненко» (НЦЗ им. П. П. Лукьяненко) —  ведущий российский исследовательский центр в области селекции сельскохозяйственных культур. Основан в 1914 году, в национальный центр преобразован в 2017 году. НЦЗ им. Лукьяненко является крупнейшим селекционным и технологическим центром Краснодарского края и Северного Кавказа по зерновым культурам.  
Основным видом деятельности НЦЗ им. Лукьяненко является селекция и семеноводство основных сельскохозяйственных культур: пшеницы, тритикале, ячменя, кукурузы, гороха, многолетних трав, конопли. Также центр занимается разработкой современных агротехнологий возделывания основных сельскохозяйственных культур, разработкой систем ведения сельского хозяйства и занимается вопросами экономики сельского хозяйства. 
За время работы центра было создано более 350 сортов пшеницы и тритикале, которые помимо России выращиваются во многих странах Восточной Европы, Передней и Средней Азии. За счёт внедрения созданных в НЦЗ им. Лукьяненко сортов обеспечивается 10% мирового производства зерна пшеницы и 40% экспортного потенциала российского зерна. 

## История
31 октября 1912 года Екатеринодарская Городская Дума выделила 150 десятин (220 га) на западной окраине г. Екатеринодара для создания Кубанской сельскохозяйственной опытной станции. 
В 1914 году станция объединила сеть опытных полей, на которых велось изучение озимой пшеницы и ячменя. Первым руководителем станции стал старший специалист по сельскохозяйственной части Департамента земледелия Кубанской области А. К. Коль. Однако Первая мировая и гражданская войны помешали дальнейшему развитию опытной станции.
После установления Советской власти на Кубани в 1920 году станция была отдана в подчинение Наркомату земледелия РСФСР. В этот момент на станции стала налаживаться научно-исследовательская работа. 
Вскоре опытная станция была передана сельскохозяйственному факультету Кубанского политехнического института. К 1923 году на станции сформировались отделы полеводства, селекции и защиты растений, а также пчеловодный и почвенный кабинеты. 
В 1920-х годах на станции начинали свою научную деятельность селекционеры И. П. Сарахов, М. Ф. Зазоев, А. Н. Мисевич, И. С. Косенко и другие.
В 1930 году селекцию озимой пшеницы на станции возглавил П.П. Лукьяненко. Им были разработаны методы селекции по многим хозяйственно-ценным признакам и была обоснована стратегия селекции низкорослых сортов озимой пшеницы, а также выработал морфофизиологическую модель полукарликового сорта. В 1930-х годах на станции велась активная селекционная работа с кормовыми травами, зерновыми и бобовыми культурами.  
С началом Великой Отечественной войны большинство сотрудников Госселекстанции ушли на фронт. Несмотря на начало войны научная работа на станции не прекращалась: на территории были организованы пост ПВО и пожарная дружина.  
Летом 1942 года из-за приближения немецко-фашистских войск к Краснодару ведущие учёные вместе с ценным селекционным материалом были эвакуированы в Казахстан. После освобождения Краснодара частями Красной Армии Краснодарская Госселекстанция в короткий срок смогла возобновить свою научную деятельность. Началось возвращение из эвакуации научного коллектива и селекционного материала.  
В конце 1940-х годов на станции были разработаны 7 новых сортов озимой пшеницы, 5 сортов озимого ячменя, 3 сорта яровой пшеницы, 1 сорт ярового ячменя, 4 гибрида кукурузы.  
По постановлению ЦК КПСС и Совета Министров СССР от 14 февраля 1956 г. № 253 на базе Краснодарской селекционной станции был создан Краснодарский научно-исследовательский институт сельского хозяйства (КНИИСХ), который был подчинён Министерству сельского хозяйства РСФСР. 
В апреле 1966 года КНИИСХ посетил Генеральный секретарь ЦК КПСС Л. И. Брежнев. 
Указом Президиума Верховного Совета СССР от 10 сентября 1973 года КНИИСХ было присвоено имя академика П.П. Лукьяненко. 
В соответствии с Постановлением Совета Министров РСФСР от 17.01.1979 г. № 38, КНИИСХ им. П.П.Лукьяненко был передан в подчинение Всероссийскому отделению Всесоюзной академии сельскохозяйственных наук им. В.И. Ленина (ВАСХНИЛ).  
К концу 1970-х годов КНИИСХ имел развитую научную инфраструктуру: в его подчинении находились ОПХ «Колос» и ОПХ им. Калинина, Северокубанская опытная станция, опытно-конструкторское бюро с экспериментальной мастерской и т.д. 
20 мая 1986 года в составе КНИИСХ им. П.П. Лукьяненко было создано НПО «Кубаньзерно», а также было организовано опытно-конструкторское бюро с экспериментальной мастерской. В состав объединения вошли: 
- Краснодарский научно-исследовательский институт сельского хозяйства им. П. П. Лукьяненко (головная единица объединения);
- Опытно-конструкторское бюро с экспериментальной мастерской (г. Краснодар);
- Северокубанская сельскохозяйственная опытная станция (ст. Ленинградская);
- Опытно-производственное хозяйство «Колос» (пос. Колосистый);
- Опытно-производственное хозяйство им. Калинина. (пос. Октябрьский);
- Опытно-производственное хозяйство «Кубань» (пос. Кубань);
- Опытно-производственное хозяйство Северокубанской сельскохозяйственной опытной станции;
- Краснодарский кукурузокалибровочный завод «Кубань» (пос. Кубань);
- Жилищно-коммунальная контора.

Объединение было создано с целью разработки и производственной проверки прогрессивных технологий возделывания сельскохозяйственных культур с последующим их внедрением в производство. Также объединение вело работу по механизации производства зерна и семян трав.
В 1980-х годах учёными института были разработаны и внедрены в работу интенсивные технологии для производства высококачественного зерна, в которых были значительно усовершенствованы системы обработки почвы, минерального питания, защиты растений, и т.д. В этот период в Краснодарском крае усилиями КНИИСХ были введены новые сорта и гибриды зерновых, технических культур и трав. В 1988 году КНИИСХ стал головным научным учреждением агропромышленного комплекса Краснодарского края.
В 1991 году группа учёных института (П. П. Васюков, Ю.А. Грунцев, П. К. Полухина, Н.В. Серкин, В. М. Шевцов) за селекцию и внедрение в производство высокоурожайных сортов ячменя была удостоена Государственной премии РСФСР.
После 1991 года в связи с прекращением существования СССР и переходом на рыночную экономику КНИИСХ оказался в сложном экономическом положении. Из-за коммерциализации сельскохозяйственного производства и резкого сокращения финансирования научной деятельности со стороны государства, в КНИИСХ начались сокращения сотрудников и затрат на научные исследования. Тем не менее руководство и коллектив смогли сохранить научный потенциал института. Продолжались работы по разработке и районированию сортов пшеницы, тритикале, кукурузы, гороха и т.д.
Ко второй половине 1990-х годов научное и экономическое положение КНИИСХ им. Лукьяненко стало постепенно улучшаться. Были разработаны 24 адаптивно-ландшафтные системы земледелия с 31 типом обработки почвы, для которых было разработано специальное программное обеспечение.
В 2017 году КНИИСХ им. Лукьяненко получил статус национального центра и стал именоваться «Национальный центр зерна им. П.П. Лукьяненко» (НЦЗ им. Лукьяненко). 
В 2018 году во время своего визита в Краснодарский край НЦЗ им. Лукьяненко посетил Президент России Владимир Путин. 

## Названия
- 1914—1931 годы — Кубанская сельскохозяйственная опытная станция
- 1931—1934 годы — Северо-Кавказский селекционный центр
- 1934—1937 годы — Азово-Черноморский селекционный центр
- 1937—1956 годы — Краснодарская государственная селекционная станция
- 1956—1973 годы — Краснодарский научно-исследовательский институт сельского хозяйства
- 1973—2017 годы — Краснодарский научно-исследовательский институт сельского хозяйства им. П. П. Лукьяненко

С 2017 года —  Национальный центр зерна имени П. П. Лукьяненко.

## Руководители
- А. К. Коль (1914—1920)
- к.с.-х.н. И. П. Сахаров (1920—1927)
- Н. И. Ковалев (1927—1937)
- М. В. Свитнев (1937—1942)
- Н. А. Зенков (1943—1950)
- к.с.-х.н. С. А. Зеленский (1950—1951)
- к.с.-х.н. З. А. Пакудин (1951—1953 и 1955—1956)
- В. И. Буралев (1953—1955)
- к.с.-х.н. И. Т. Ефимов (1961—1967)
- к.с.-х.н. Т. С. Дубоносов (1967—1975)
- к.э.н. И. В. Калашников (1975—1985)
- акад. Г. А. Романенко (1985—1986)
- д.э.н. П. Н. Рыбалкин (1986—2002)[13]
- член-корр. РАСХН А. А. Романенко (2002—2023)[14]
- акад. РАН В. М. Лукомец (2024—н.в.)

## Подразделения национального центра
Подведомственные учреждения центра:
- Научно-производственное хозяйство им. Калинина (ФГУП НПХ им. Калинина)
- Научно-производственное хозяйство «Кубань» (ФГУП НПХ «Кубань»)
- Научно-производственное хозяйство «Кореновское» (ФГУП НПХ «Кореновское»)
- Северо-Кубанская сельскохозяйственная опытная станция[15].

## Награды
- Орден Трудового Красного Знамени. Награждён Указом Президиума Верховного Совета СССР № 211 от 16 апреля 1964 года «за заслуги в создании и внедрении в производство высокоурожайных сортов пшеницы и других сельскохозяйственных культур, гибридов кукурузы»
- Орден Ленина. Награждён Указом Президиума Верховного Совета СССР №7 от 17 февраля 1971 года «за выдающиеся достижения по созданию и внедрению в производство новых сортов пшеницы и других сельскохозяйственных культур, за вклад в развитие сельскохозяйственной науки и сельскохозяйственного производства СССР»
- Юбилейный почётный знак в ознаменование 50-летия образования СССР. Награждён в 1972 году «за заслуги в развитии сельского хозяйства»
- Золотая медаль Чехословацкой Академии сельскохозяйственных наук (Чехословакия). Награждён в 1973 году за создание сорта озимой пшеницы «Кавказ»
- Золотая медаль сельскохозяйственной выставки «Агро-73» (ГДР)
- Орден «Мир и дружба» (Венгрия). Награждён в 1975 году Венгерской Академией наук за плодотворное международное сотрудничество.